# Federico Tong
Teodoro Federico Tong Hurtado (Huánuco, 2 de mayo de 1969) es un psicólogo y político peruano. Fue ministro de Desarrollo e Inclusión Social del Perú durante el gobierno de Manuel Merino y regidor de la Municipalidad de Lima en 1999. Actualmente ejerce como presidente del Instituto Peruano del Deporte desde el 24 de junio del 2024, en el gobierno de Dina Boluarte.

## Biografía
Federico Tong nació el 2 de mayo de 1969 en el departamento de Huánuco en Perú. Es hijo de Federico Tong Rosales, de ascendencia china, y de Rosalinda Hurtado Gallardo.
Es licenciado en Psicología por la Universidad Nacional Mayor de San Marcos. Además, cuenta con un magíster en administración de negocios globales por el Centrum Graduate Business School de la Pontificia Universidad Católica del Perú y MBA por Tulane University de New Orleans, Estados Unidos.
Ha ocupados diferentes cargos públicos director ejecutivo del Fondo de Cooperación para el Desarrollo Social (Foncodes) del Ministerio de Desarrollo e Inclusión Social del Perú, director de Proyectos en la Oficina de las Naciones Unidas contra la Droga y el Delito para Perú y Ecuador y secretario técnico de la CONAJU en la presidencia del Consejo de Ministros del Perú (PCM).
Fue vocero del Seguro Social de Salud del Perú (EsSalud), durante la gestión de Fiorella Molinelli, y director ejecutivo del Proyecto Especial Legado. Es también miembro fundador de la Asociación Peruano China (APCH).
Como político incursiona como miembro del Partido Popular Cristiano y de Somos Perú. Su primer cargo político lo obtuvo cuando en el año 1998 resultó elegido como regidor de la Municipalidad Metropolitana de Lima para el periodo 1999-2002, siendo durante la segunda gestión del alcalde Alberto Andrade. Postuló también al Congreso de la República en las elecciones del año 2001 y del 2006.

### Ministro de Desarrollo e Inclusión Social
El 10 de noviembre del 2020, Manuel Merino asumió la presidencia del Perú ante la vacancia presidencial contra Martín Vizcarra y nombró un nuevo gabinete ministerial de profesionales encabezado por Ántero Flores-Aráoz el 12 de noviembre. Ese mismo día, Merino nombró a Federico Tongo como su ministro de Desarrollo e Inclusión Social, reemplazando a Patricia Donayre. Sin embargo, Tong permaneció en el cargo hasta el 17 de noviembre tras la renuncia de Merino de todo el gabinete ministerial por la muerte de 2 manifestantes en contra del gobierno.
Tras dejar el cargo ministerial, Tong se mantuvo en otras actividades. En junio del año 2023, fue nombrado como jefe del gabinete de asesores de la Defensoría del Pueblo del Perú, entidad encargada por Josué Gutiérrez Cóndor.

### Presidente del IPD
El 21 de junio del año 2024, el gobierno de Dina Boluarte a través del Ministerio de Educación del Perú nombró a Federico Tongo como el nuevo presidente del Instituto Peruano del Deporte, en reemplazo de Guido Flores Marchán. Posteriormente el día 24 de noviembre, Tong fue juramentado por el ministro Morgan Quero.